# André Schoonenwolf
André R.P. Schoonenwolf (1952– 28 januari 2023) was een Nederlandse rallynavigator.
Schoonenwolf kwam in 1969 in de autosport terecht via DAF kampioenschapsequipe (1972) Jos en Hans Baars. Schoonenwolf navigeerde in meer dan 500 rally's naast toprijders en kampioenen als Per Eklund, Stig Andervang, Bror Danielsson, Guy Colsoul, Chris Lord, Henk Vossen, Jan van der Marel, Man Bergsteijn, Hermen Kobus en David Westenbrink. Hij verkende rally's voor fabrieksrijders in onbekend terrein en staat bekend om zijn psychische benadering van de rallyequipe.
Schoonenwolf gaf vanaf 1977 rallycursus en leidde duizenden rallyrijders op voor hun rallylicentie. Zijn navigator workshop werd internationaal geroemd. Hij wordt door vele Nederlandse rijders nog altijd hun "rallygoeroe" genoemd omdat vele rijders en navigatoren het vak bij hem leerden. Schoonenwolf kwam aan de start in 62 landen en reed vijf rally's in het wereldkampioenschap.
André is tevens een bekend auteur van allerlei rallysport verhalen en leverde jaren bijdragen aan edities als De Telegraaf, Autorensport, Autorevue, Autovisie en Motoring News. Hij schreef jarenlang een maandelijkse column in autosportmagazine START '84.